# Eucoila maculata
Eucoila maculata är en stekelart som först beskrevs av Hartig 1840.  Eucoila maculata ingår i släktet Eucoila, och familjen glattsteklar. Arten är reproducerande i Sverige.